# Plantago galapagensis
Plantago galapagensis är en grobladsväxtart som beskrevs av Rahn. Plantago galapagensis ingår i släktet kämpar, och familjen grobladsväxter. Inga underarter finns listade i Catalogue of Life.